# Nebria komarovi
Nebria komarovi (лат.) — вид жуков-жужелиц из подсемейства плотинников. Распространён в Чёрных горах в Приморском крае. Длина тела самцов 13—13,4 мм, самок — 14,6—15,2 мм. Надкрылья с ярким отливом.